# Viola yildirimlii
Viola yildirimlii är en violväxtart som beskrevs av Dinç och Bagci. Viola yildirimlii ingår i släktet violer, och familjen violväxter. Inga underarter finns listade i Catalogue of Life.